# Ahmad Faris al-Shidyaq
Ahmad Faris al-Shidyaq, nato Faris ibn Yusuf al-Shidyaq, (in arabo أحمد فارس الشدياق‎?; Achkout, tra il 1805 e il 1806 – Kadıköy, 20 settembre 1887) è stato uno scrittore e giornalista libanese.
Cristiano maronita di nascita, visse nelle principali città del mondo arabo, dove ebbe inizio la sua carriera. Si convertì al Protestantesimo durante i vent'anni in cui visse e lavorò a Il Cairo, in Egitto, dal 1825 al 1848. Per un periodo trascorse del tempo sull'isola di Malta, partecipando a una traduzione araba della Bibbia in Gran Bretagna che fu pubblicata nel 1857. Faris visse e lavorò lì per 7 anni, diventando cittadino britannico. Successivamente si trasferì a Parigi, in Francia, per due anni nei primi anni del 1850, dove scrisse e pubblicò alcune delle sue opere più importanti.
Più tardi nel 1850 Faris si trasferì in Tunisia, dove nel 1860 si convertì all'Islam, prendendo il nome di Ahmad. Trasferitosi a Istanbul quell'anno per lavorare come traduttore su richiesta del Governo ottomano, Faris fondò anche un giornale in lingua araba. Fu sostenuto dagli ottomani, dall'Egitto e dalla Tunisia, e continuò a pubblicare la rivista fino alla fine del 1880.
Faris ha continuato a promuovere la lingua e la cultura araba, resistendo alla "Turkization" del XIX secolo spinta dagli ottomani con base nell'attuale Turchia. Shidyaq è considerato uno dei padri fondatori della letteratura araba moderna. Ha scritto la maggior parte delle sue opere durante la sua gioventù.

## Biografia
Il mistero avvolge la vita di Ahmad Faris Shidyaq. Nonostante i numerosi riferimenti autobiografici nei suoi scritti, gli studiosi hanno avuto difficoltà nel distinguere l'immaginazione dalla realtà. 

### Primi anni di vita
Ahmad Faris Shidyaq è nato nel 1804 ad Achkout, un villaggio di montagna del Distretto di Kisrawan nel moderno Governatorato del Monte Libano. Alla nascita, il suo nome di battesimo era Faris. Il nome di suo padre era Youssef. Sua madre faceva parte della famiglia Massaad, di Ashqout. La sua famiglia discendeva da Muqāddām ra'ad bin Khatir, maronita di Hasroun. La sua famiglia era molto ben educata e i suoi membri lavoravano come segretari per i governatori del Monte Libano. Nel 1805, la famiglia fu costretta a lasciare Achkout a seguito di un conflitto con un governatore locale; Butrus al-Shidyaq, il nonno paterno di Faris, fu ucciso a causa della politica.
La famiglia si stabilì ad Hadath, nella periferia di Beirut, al servizio di un principe sciita. Faris si unì ai suoi fratelli, Tannoo (1791–1861) e Assaad (1797–1830), e suo cugino materno Boulos Boutros Massaad (1806–1890), nella scuola di Ayn Warqa, una delle più prestigiose scuole maronite del XIX secolo. Ancora una volta, un conflitto familiare, in cui gli Shidyaq si trovarono in contrasto con il principe Bashir Shihab II, obbligò il padre Youssef Ash-Shidyaq a rifugiarsi a Damasco, dove morì nel 1820.
Faris lasciò la scuola e proseguì gli studi con i fratelli maggiori Assaad e Tannous. Si unì a suo fratello Tannous come copista al servizio del principe Haydar Shihab; il loro fratello Assaad ha lavorato come segretario dello sceicco Ali Al-Emad a Kfarnabrakh, nel Distretto dello Shuf. La vita di suo fratello Assaad ebbe una grande influenza sulla vita e sulla carriera di Faris. 
Intorno al 1820, Assaad Shidyaq incontrò Jonas King, un missionario protestante dell'American Board of Commissioners for Foreign Missions; alla fine Assaad divenne protestante. Fu scomunicato in base all'editto di scomunica automatica emanato dal patriarca maronita Youssef Boutros Hobaish (1823-1845), che cercava di impedire qualsiasi accordo con i missionari protestanti. Assaad fu in seguito detenuto per anni nel monastero di Qannoubine nella valle di Qadisha, dove morì nel 1830.
Nel 1825, Faris lasciò il Libano per andare in Egitto, tormentato dai problemi del fratello. La morte di Assaad influenzò in modo permanente le scelte del giovane e la sua carriera. Non perdonò mai suo fratello Tannous e suo cugino Boulos Boutros Massaad (che in seguito divenne il patriarca maronita (1854-1890)) per quello che considerava il loro ruolo negli eventi che portarono alla morte di Assaad. 
Nel 1826, Faris sposò Marie As-Souly, figlia di una ricca famiglia cristiana, originaria della Siria. Ebbero due figli: Faris (1826–1906) e Fayiz (1828–1856). Dal 1825 al 1848, Faris visse tra Il Cairo e l'isola di Malta. È stato il caporedattore di un giornale egiziano, Al Waqa'eh Al Masriah. e direttore della tipografia dei missionari americani a Malta. Ha anche studiato Fiqh all'Università al-Azhar al Il Cairo. Si ritiene che Faris si sia convertito al protestantesimo durante questo periodo in Egitto, un lungo periodo di relativa solitudine e studio.
Nel 1848 fu invitato a Cambridge, in Inghilterra, dall'orientalista Samuel Lee (1783-1852) per partecipare alla traduzione araba della Bibbia. Questa traduzione della Bibbia fu pubblicata nel 1857, dopo la morte di Samuel Lee. Questa traduzione è ancora considerata una delle migliori traduzioni arabe della Bibbia.
Faris rimase in Inghilterra con la sua famiglia per quasi 7 anni. Si stabilì prima a Barley, nell'Hertfordshire e poi si trasferì a Cambridge. Alla fine del suo soggiorno inglese, si trasferì a Oxford, dove si naturalizzò come cittadino britannico e cercò invano di ottenere un posto da insegnante. Deluso dall'Inghilterra e dai suoi accademici, si trasferì a Parigi, in Francia intorno al 1855.
Faris rimase a Parigi fino al 1857. Fu uno dei suoi periodi più prolifici nel pensare e scrivere, ma anche nell'intraprendere un'intensa vita notturna sociale. A Parigi ha scritto e pubblicato le sue opere principali. Inoltre a Parigi è stato introdotto al socialismo diventando un socialista. Un appassionato e ammiratore di William Shakespeare, Faris ha sostenuto che Otello suggerisce una conoscenza dettagliata della cultura araba. Faris ha suggerito che Shakespeare potrebbe aver avuto un background arabo, il cui nome originale era "Shaykh Zubayr". Questa teoria è stata successivamente sviluppata in tutta serietà da Safa Khulusi.
Sua moglie morì nel 1857. In seguito sposò una donna inglese, Safia, che aveva abbracciato l'Islam. Hanno avuto una figlia insieme, Rosalinde Faris.
La coppia si trasferì in Tunisia, su invito del Bey di Tunisi. È stato nominato caporedattore del quotidiano Al Ra'ed e supervisore della Education Directorate. Mentre si trovava in Tunisia, Faris si convertì all'Islam dalla Chiesa congregazionale nel 1860 e prese il nome Ahmad. Poco dopo lasciò Tunisi per Istanbul, in Turchia, essendo stato invitato dall'ottomano Abdel Majid I.
Ahmad Faris trascorse l'ultima parte della sua vita a Istanbul dove, oltre alla sua posizione di traduttore ufficiale, fondò nel 1861 il giornale arabo Al Jawa'eb. Fu sostenuto finanziariamente dagli ottomani, così come dai sovrani egiziani e tunisini. È stato modellato sui moderni giornali occidentali e ha continuato la sua pubblicazione fino al 1884.
Ahmad Faris ha difeso con forza l'uso della lingua araba, del suo patrimonio e della cultura araba contro i tentativi di occidentalizzazione dei riformatori turchi del XIX secolo. Ahmad Faris Ash-Shidyaq è considerato uno dei padri fondatori della letteratura moderna e giornalismo arabo. 

### Morte
Ahmad Faris Shidyaq morì il 20 settembre 1887 a Kadıköy, in Turchia. Fu sepolto in Libano il 5 ottobre 1887. Molte delle sue opere rimangono inedite e alcuni manoscritti sono andati perduti.

## Pensiero filosofico e politico
Dal 2001, gli studiosi di tutto il mondo sembrano aver riscoperto Ahmad Faris Shidyaq. Sono stati pubblicati numerosi libri sulla sua vita, il suo pensiero e le sue opere inedite. Le principali opere di Shidyaq erano dedicate alla modernizzazione della lingua araba, alla promozione della cultura araba in opposizione al movimento di turchizzazione dell'Impero ottomano del XIX secolo e alla modernizzazione delle società arabe.
Tra le pubblicazioni delle sue opere di fantasia, nel 2014 la New York University Press ha pubblicato la traduzione inglese di Humphrey Davies di Saq 'ala al-saq come Leg over Leg. Questo lungo romanzo digressivo può essere visto come nella tradizione del Tristram Shandy di Sterne .

## Opere su Ahmad Faris al-Shidyaq
Dal 1980 sono stati pubblicati numerosi libri contenenti opere inedite di Shidyaq. Queste opere includono: 
- Abu-'Uksa, Wael (2016). Libertà nel mondo arabo: concetti e ideologie nel pensiero arabo nel diciannovesimo secolo . Cambridge University Press.
- Jubrān, S. e AF Shidyāq (1991). Kitāb al-Fāriyāq: mabnāhu wa-uslūbuhu wa-sukhriyatuh . Dirāsāt wa-nuṣūṣ adabīyah, 6. Tel Aviv: Jāmiʻat Tall Abīb - Università di Tel Aviv. OCLC 40126655
- Shidyāq, AF, Ṭarābulsī, F., & ʻAẓmah, ʻA. (1995). Aḥmad Fāris Shidyāq . Silsilat al-aʻmāl al-majhūlah. Londra: Riyad El-Rayyes. ISBN 978-1-85513-288-7 OCLC 34773377
- Shidyāq, AF, & Ṣulḥ, ʻI. (1982). Iʻtirāfāt al-Shidyāq fī kitāb al-Sāq ʻalá al-sāq . Bayrūt, Lubna: Dār al-Rāʼid al-ʻArabī. OCLC 15721715 OCLC   15721715

## Opere
- Shidyaq, A. F., & Sawaie, Mohammed (1990). "An Aspect of 19th Century Arabic Lexicography: The modernizing role and contribution of (Ahmad) Faris al-Shidyaq (1804?-1887)". History and Historiography of Linguistics: International Conference on the History of the Language Sciences IV: 157-171, H-J Niederehe and Konrad Koerner (eds.). Amsterdam and Philadelphia: Benjamins Publishers.
- Shidyaq, A. F., & Sawaie, Mohammed (1998). "Ahmad Faris al-Shidyaq wa al-Muṣṭalaḥ al-Lughawi. (Ahmad Faris al-Shidyaq and the Coining of Arabic Terminology)). (In Arabic).". Majallat Majma' al-Lugha al-'Arabiyya bi Dimashq (Arabic Language Academy, Damascus), Vo173 (1): 89-100.
- Shidyaq, A. F., & Mohammed, Sawaie (2002). "Nazra fi mawqif Ahmad Faris al-Shidyaq min Taṭwīr al-Ma'ājim al-'Arabiyya (An Examination of Ahmad Faris al-Shidyaq's Views on Arabic Dictionaries). (In Arabic). In Bulletin d'Etudes Orientales, LIII-LIV: 515-538.". Bulletins des Etudes Orientales.
- Shidyaq, A. F., & Sawaie, Mohammed (2003). "Ahmad Faris al-Shidyaq wa ‘Arā’uhu fī Ba'ḍ al-Mustashriqīn fi al-'Arabiyya wa Mashākil al-Tarjama (Ahmad Faris al-Shidyaq and his Views in Some Orientalists and Problems of Translation).". Majallat Majmac al-Lugha al-cArabiyya bi Dimashq (Arabic Language Academy) Damascus, 2003, volume 78, no. 1.
- Shidyaq, A. F., & Sawaie, Mohammed (2013). Al-Ḥadātha wa Muṣṭalḥāt al-Nahḍa al-'Arabiyya fī al-Qarn al-Tāsi' 'Ashar “Modernity and Nineteenth Century Arabic Lexicography: A Case Study of Ahmad Faris al-Shidyaq” (in Arabic). Beirut: al-Mu’assassa al-Arabiyya li al-Dirasat wa al-Nashr.
- Shidyāq, A. F., & Sawaie, M. (2004). Rasā'il Aḥmad Fāris al-Shidyāq al-maḥfūẓah fī al-Arshīf al-Waṭanī al-Tūnisī. Beirut: al-Muʼassasah al-ʻArabīyah lil-Dirāsāt wa-al-Nashr. OCLC 58390478OCLC 58390478
- Shidyāq, A. F., & Maṭwī, M. a.-H. (2006). Sirr al-layāl fī al-qalb wa-al-ibdāl fī ʻilm maʻānī al-alfāẓ al-ʻArabīyah: al-muqaddimah wa-mukhtārāt. Beirut: Dār al-Gharb al-Islāmī. OCLC 68745724OCLC 68745724
- Shidyāq, A. F., & Williams, H. G. (1866). A practical grammar of the Arabic language: with interlineal reading lessons, dialogues and vocabulary. London: Bernard Quaritch. OCLC 9177725OCLC 9177725
- Shidyāq, A. F. (1973). al-Jāsūs ʻalá al-Qāmūs. [Beirut]: Dār Ṣādir. OCLC 21417692OCLC 21417692
- Shidyāq, A. F., & Khāzin, N. W. (1966). al-Sāq ʻalá al-sāq fī mā huwa al-fāryāq: aw Ayyām wa-shuhūr wa-aʻwām fī ʻajam al-ʻArab wa-al-aʻjām. Bayrūt: Dār Maktabat al-Ḥayāh. OCLC 21469257OCLC 21469257
- Fāris, S., & Shidyāq, A. F. (1871). Kanz al-raghāʼib fī muntakhabāt al-Jawāʼib. [Istanbul]: Maṭbaʻat al-Jawāʼib. OCLC 11426489OCLC 11426489
- Shidyāq, A. F. (2004). al-Wāsitah fī ma'rifat ahwāl Māltah: wa kasaf al-mukhabbāʼ ʻan funūn Ūrubbā 1834–1857. Irtiyād al-āfāq. Abū Ẓaby: Dār al-Suwaydī. ISBN 978-9953-36-589-3 OCLC 58427690
- Shidyāq, A. F., & ʻAmāyirah, M. A. (2003). Mumāḥakāt al-taʼwīl fī munāqiḍāt al-Injīl. ʻAmmān: Dār Wāʼil lil-Nashr. ISBN 978-9957-11-225-7 OCLC 53814162
- Shidyāq, A. F., & Khawam, R. R. (1991). La jambe sur la jambe: roman. Domaine étranger. Paris: Phébus. OCLC 24627621OCLC 24627621
- Shidyāq, A. F., Khūrī, Y. Q., & Ībish, Y. (2001). Mukhtarat min āthar Aḥmad Fāris al-Shidyāq. Bayrūt: al-Muʼassasah al-Sharqīyah lil-Nashr. OCLC 47781016OCLC 47781016
- Shidyāq, A. F., & Shawābikah, M. ʻ. (1991). al-Shidyāq al-nāqid: muqaddimat dīwān Aḥmad Fāris al-Shidyāq. ʻAmmān: Dār al-Bashīr. OCLC 33923343OCLC 33923343
- Shidyāq, A. F. (1992). Kitāb ghunyat al-ṭālib wa-munyat al-rāghib: durūs fī al-ṣarf wa-al-naḥw wa-ḥurūf al-maʻānī. Sūsah, Tūnis: Dār al-Maʻārif lil-Ṭibāʻat wa-al-Nashr. ISBN 978-9973-16-246-5OCLC 32313699
- Shidyāq, A. F. (1881). Kitāb al-bākūrah al-shahīyah fī naḥw al-lughah al-Inkilīzīyah. Qusṭanṭīnīyah: Maṭbaʻat al-Jawāʼib. OCLC 11480764OCLC 11480764
- Shidyāq, A. F. (1983). Kutub al-Muqaddasah, wa-hiya Kutub al-ʻAhd al-ʻAtīq ... wa-Kutub al-ʻAhd al-Jadīd li-Rabbina Yasūʻ al-Masīḥ. Ṭarābulus: Maktabat al-Sāʼiḥ. Society for Promoting Christian Knowledge (Great Britain). OCLC 16653600OCLC 16653600
- Shidyāq, A. F. (1882). al-Lafīf fī kulli maʻná ṭarīf. Qusṭanṭīnīyah: Maṭbaʻat al-Jawāʼib. OCLC 33994725OCLC 33994725
- Shidyāq, A. F. (1880). Abdaʻ mā-kān fī ṣuwar Salāṭīn Āl ʻUthmān = Album des souverains ottomans. Constantinople: Maṭbaʻat al-Jawāʼib. OCLC 15623629OCLC 15623629
- al-Shidyāq, A. F. (1855). La vie et les aventures de Fariac; relation de ses voyages, avec ses observations critiques sur les arabes et sur les autres peuples. Paris: B. Duprat. OCLC 40975171OCLC 40975171
- Church of England, & Shidyāq, A. F. (1840). Kitāb al-ṣalawāt al-ʻāmmah wa-ghayrihā min rusūm al-kanīsah. Fālittah: [s.n.]. Malta. OCLC 25349490OCLC 25349490
- Shidyāq, A. F., Mavor, W. F., & Damīrī, M. i. M. (1841). Sharḥ ṭabāyiʻ ʼal-ḥayawān. ʼal-Juzʼ 1, Fī dhawāt ʼal-ʼarbaʻ wa-ʼal-ṭayr. Malta. OCLC 85056798OCLC 85056798
- Shidyāq, A. F. (1858). Iʻlâm; prospectus. Marseille: Impr. orientale d'Arnaud. OCLC 44171466OCLC 44171466